# Ipomoea hirsutissima
Ipomoea hirsutissima är en vindeväxtart som beskrevs av Gardn. Ipomoea hirsutissima ingår i släktet praktvindor, och familjen vindeväxter. Inga underarter finns listade i Catalogue of Life.